# Oecophylla longinoda
Oecophylla longinoda (Latreille, 1882) è una formica della sottofamiglia Formicinae, diffusa nell'Africa subsahariana.

## Distribuzione e habitat
L'areale di O. longinoda si estende nella fascia tropicale dell'Africa subsahariana.

## Biologia
Sono formiche arboricole che si caratterizzano per una tecnica di costruzione dei nidi molto sofisticata: le operaie formano delle lunghe catene e accostano tra di loro i lembi delle foglie, incollandoli con le secrezioni sericee prodotte dalle larve.